# Suboestophora jeresae
Suboestophora jeresae е вид коремоного от семейство Trissexodontidae. Видът е световно застрашен, със статут Уязвим.

## Разпространение
Разпространен е в Испания.